# Dhofar Club
El Dhofar Sports, Cultural, and Social Club  (en árabe: نادي ظفار الرياضي الثقافي الاجتماعي‎), conocido en su país como Dhofar, es un equipo de fútbol de Omán que juega en la Liga Omaní de Fútbol, la liga de fútbol más importante del país.
Fue fundado en el año 1968 en la ciudad de Salalah con el nombre Al-Shaab hasta el 24 de julio de 1970, cuando lo cambiaron por el nombre que tienen actualmente. Es el equipo más exitoso del fútbol de Omán con 12 títulos de Liga y 11 títulos de Copa y es uno de los 30 equipos más exitosos del fútbol árabe.
A nivel internacional ha participado en 6 torneos continentales, donde su mejor participación fue en la Recopa de la AFC del año 1992, donde avanzó hasta la Segunda ronda.

## Palmarés
- Liga Omaní de Fútbol: 12

1982-83, 1984-85, 1989-90, 1991-92, 1992-93, 1993-94, 1998-99, 2000-01, 2004-05, 2016-17, 2018-19, 2020-21
- Copa del Sultán Qabus: 11

1977-78, 1980-81, 1981-82, 1990-91, 1999-00, 2004-05, 2006-07, 2011-12, 2019-20, 2020-21, 2023-24
- Super Copa Omaní: 3

1999, 2017, 2019
- Copa Federación de Omán: 2

2012-13, 2018-19

## Participación en competiciones de la AFC
- Copa de Clubes de Asia: 2 apariciones

| 1987 - Ronda clasificatoria | 1997 - Primera ronda |

- Copa de la AFC: 6 apariciones

2004 - Fase de grupos
2007 - Fase de grupos
2013 - Fase de grupos
2018 - Fase de grupos
2020 - Fase de grupos
2022 - Fase de grupos
- Recopa de la AFC: 1 aparición

1992 - Segunda ronda

## Participación en competiciones de la UAFA
- Copa de Clubes Campeones del Golfo: 9 apariciones

| Año  | Sede                   | Posición                     |
| ---- | ---------------------- | ---------------------------- |
| 1982 | Emiratos Árabes Unidos | 6.º                          |
| 1986 | Arabia Saudita         | 3.º                          |
| 1991 | Omán                   | 4.º                          |
| 1993 | Kuwait                 | 4.º                          |
| 1994 | Emiratos Árabes Unidos | 6.º                          |
| 1995 | Baréin                 | 2.º                          |
| 2001 | Omán                   | 3.º                          |
| 2002 | Baréin                 | 5.º                          |
| 2005 | Kuwait                 | Clasificó, pero no participó |
| 2008 | Siria                  | 6.º                          |
| 2011 | Baréin                 | 5.º                          |

## Jugadores

### Jugadores destacados
| - Sita Milandou - Ahmed Farooq - Shawki Gharib - Mohammed Mashaqi - Etienne Bito'o - Cédric Moubamba - Habib Jaafar - Sabah Jaeer - Edgar Ochieng - Hamad Aman - Ali Marwi - Marzouq Zaki - Alejandro Zurita - Hisham Al-Alawi - Abdel-Hakim Bahoul - Taufiq Blagha - Hani Al-Dhabit - Hussain Al-Hadhri - Younis Amaan - Fahad Ba-Masilah | - Badr Juma - Mohammed Rabia - Hashim Saleh - Yousuf Shabaan - Mohammed Taqi - Mousa Kamara - Abdul-Rahman See - Hassan Aslah - Hussein Abdel-Hafid - Aamar Al-Aznaoota - Mohammed Swaidani - Mohammed Omar - Fabián Trujillo - Miguel Ángel |

## Presidentes desde 1970
| No | Nombre                            | Desde | Hasta |
| -- | --------------------------------- | ----- | ----- |
| 1  | Salim bin A'nnou Al-Kathiri       | 1970  | 1975  |
| 2  | Ali bin Said Badr Al-Rawas        | 1975  | 1976  |
| 3  | Saif bin Hafidh Abdullah Al-Rawas | 1976  | 1986  |
| 4  | Ahmed bin Salim Ahmed Al-Rawas    | 1986  | 1997  |
| 5  | Ghazi bin Said Abdullah Al-Rawas  | 1997  | 2000  |
| 6  | Hamid bin Ahmed Al-Aajayli        | 2000  | 2004  |
| 7  | Naif bin Aamir Awadh Al-Rawas     | 2004  | 2006  |
| 8  | Badr bin Ali Said Al-Rawas        | 2006  |       |